# Produce 101 (programa de televisión chino)
Produce 101 (en chino, 创造; pinyin, Chuàngzào101) fue un reality show chino transmitido entre el 21 de abril y 23 de junio de 2018 a través de Tencent Video. El programa es un spin-off del reality show surcoreano Produce 101.

## Contenido
El programa de supervivencia tiene como objetivo crear un nuevo grupo de chicas que representen a las mujeres modernas y que puedan atraer a todos los géneros para la nueva generación. En el programa 101 trainees de compañías de entretenimiento competirán y serán juzgadas y evaluadas, posteriormente los 11 primeros miembros que consigan ser elegidas por los votos de los netizen y expertos podrán formar parte de un nuevo grupo proyecto de chicas c-pop.
A comparación de la versión surcoreana del programa, esta introduce diferentes reglas y desafíos a partir del segundo episodio, un ejemplo de ello es la inclusión de retadoras "knock-out" que pueden tomar el lugar de una de las miembros en las "audiciones" originales, basado en la discreción de los mentores acerca de las habilidades de las retadoras con las de las aprendices.
Durante la primera eliminación, algunas de los miembros que habían obtenido la mayor cantidad de votos, tenían la oportunidad de elegir salvar a un miembro que estaba en peligro de eliminación como una segunda "pasante". Meng Meiqi, Wu Xuanyi, Yang Chaoyue, Duan Aojuan, Yamy, Lai Meiyun, Zhang Zining, Sunnee, Li Ziting, Fu Jing y Xu Mengjie fueron las ganadoras de la primera temporada y formaron el grupo llamado Rocket Girls 101.
El grupo proyecto debutó el 23 de junio de 2018, justo después de que se anunciaran a las once miembros.

## Miembros

### Mentores[8]
| Artista           | Edad | Ocupación                   | Puesto                                  | N.º de episodios | Duración |
| ----------------- | ---- | --------------------------- | --------------------------------------- | ---------------- | -------- |
| Tao (Huang Zitao) | 25   | Cantante Exmiembro de EXO   | Presentador                             | -                | 2018     |
| Tiger Hu          | 34   | Cantante                    | Instructor de composición / Composición | -                | 2018     |
| Jason Zhang       | 35   | Cantante y actor            | Instructor Vocal                        | -                | 2018     |
| Ella Chen         | 36   | Cantante / Miembro de S.H.E | Instructora Vocal                       | -                | 2018     |
| Show Lo           | 38   | Cantante                    | Instructor de Baile                     | -                | 2018     |
| Wang Yibo         | 23   | Cantante / Miembro de UNIQ  | Instructor de Baile                     | -                | 2018     |

### Invitados
| Artista    | Edad | Ocupación        | N.º de episodios | Duración |
| ---------- | ---- | ---------------- | ---------------- | -------- |
| Wei Daxun  | 29   | Actor y Cantante | 1                | 2018     |
| Xiao Zhan  | 29   | Actor y Cantante | 1                | 2018     |
| Xiong Ziqi | 26   | Actor y Cantante | 1                | 2018     |
| Hu Yitian  | 24   | Actor            | 1                | 2018     |
| Mao Buyi   | 24   | Cantautor        | 1                | 2018     |

### Concursantes

#### Participantes (Primera temporada)
| Nombre (nombre en chino)              | Compañía (nombre en chino)                  | Grados | Grados           | Grados           | Grados           | Grados           |      | Ranking          | Ranking          | Ranking          | Ranking          | Ranking          | Ranking          | Ranking          | Ranking          | Ranking | Duración |
| Nombre (nombre en chino)              | Compañía (nombre en chino)                  | 1      | 2                | 3                | 4                | 5                | Ep.2 | Ep.3             | Ep.4             | Ep.5             | Ep.6             | Ep.7             | Ep.8             | Ep.9             | Ep.10            |         | Duración |
| ------------------------------------- | ------------------------------------------- | ------ | ---------------- | ---------------- | ---------------- | ---------------- | ---- | ---------------- | ---------------- | ---------------- | ---------------- | ---------------- | ---------------- | ---------------- | ---------------- | ------- | -------- |
| Qiang Dongyue (强东玥)                | Banana Entertainment (香蕉娱乐)             | A → B  | B                | A                | A                | B                | 2    | 5                | 5                | 7                | 10               | 10               | 17               | 20               | 21               | 2018    |          |
| Fu Jing (傅菁)                        | Banana Entertainment (香蕉娱乐)             | B      | A                | A                | A                | B                | 8    | 8                | 10               | 9                | 9                | 9                | 12               | 12               | 10               | 2018    |          |
| Wang Yiran (王亦然)                   | Banana Entertainment (香蕉娱乐)             | B      | B                | Eliminada        | Eliminada        | Eliminada        | 81   | 83               | 83               | Eliminada        | Eliminada        | Eliminada        | Eliminada        | Eliminada        | Eliminada        | 2018    |          |
| Liu Niyi (刘尼夷)                     | Banana Entertainment (香蕉娱乐)             | C      | C                | Eliminada        | Eliminada        | Eliminada        | 77   | 85               | 88               | Eliminada        | Eliminada        | Eliminada        | Eliminada        | Eliminada        | Eliminada        | 2018    |          |
| Wang Manjun (王曼君)                  | Banana Entertainment (香蕉娱乐)             | C      | D                | Eliminada        | Eliminada        | Eliminada        | 96   | 96               | 96               | Eliminada        | Eliminada        | Eliminada        | Eliminada        | Eliminada        | Eliminada        | 2018    |          |
| Meng Meiqi (孟美岐)                   | Yuehua Entertainment (乐华娱乐)             | A      | A                | A                | A                | A                | 16   | 6                | 4                | 1                | 1                | 1                | 1                | 1                | 1                | 2018    |          |
| Wu Xuanyi (吴宣仪)                    | Yuehua Entertainment (乐华娱乐)             | A → B  | A                | A                | A                | A                | 5    | 1                | 1                | 2                | 3                | 3                | 3                | 3                | 2                | 2018    |          |
| Shao XiMengNa (邵西蒙娜) (Mena)       | Yuehua Entertainment (乐华娱乐)             | B      | B                | C                | Eliminada        | Eliminada        | 52   | 69               | 40               | 51               | 51               | 52               | Eliminada        | Eliminada        | Eliminada        | 2018    |          |
| Jiang Jinger (江璟儿)                 | Yuehua Entertainment (乐华娱乐)             | C      | B                | D                | Eliminada        | Eliminada        | 40   | 40               | 52               | 41               | 46               | 47               | Eliminada        | Eliminada        | Eliminada        | 2018    |          |
| Zhang Xi (张溪)                       | Yuehua Entertainment (乐华娱乐)             | B      | B                | D                | Eliminada        | Eliminada        | 42   | 43               | 42               | 48               | 50               | 51               | Eliminada        | Eliminada        | Eliminada        | 2018    |          |
| Pan Junya (潘珺雅)                    | Yuehua Entertainment (乐华娱乐)             | C      | C                | Eliminada        | Eliminada        | Eliminada        | 63   | 72               | 76               | Eliminada        | Eliminada        | Eliminada        | Eliminada        | Eliminada        | Eliminada        | 2018    |          |
| Yang Ruihan (杨蕊菡)                  | Yuehua Entertainment (乐华娱乐)             | C      | B                | Eliminada        | Eliminada        | Eliminada        | 83   | 79               | 68               | Eliminada        | Eliminada        | Eliminada        | Eliminada        | Eliminada        | Eliminada        | 2018    |          |
| Zhang Zining (紫宁)                   | Mavericks Entertainment (麦锐娱乐)          | A      | A                | B                | A                | A                | 47   | 23               | 18               | 5                | 5                | 7                | 10               | 8                | 7                | 2018    |          |
| Blair Yue (王玥)                      | Mavericks Entertainment (麦锐娱乐)          | C      | D                | Eliminada        | Eliminada        | Eliminada        | 51   | 60               | 74               | Eliminada        | Eliminada        | Eliminada        | Eliminada        | Eliminada        | Eliminada        | 2018    |          |
| Zhang Ruimeng (张芮萌)                | Mavericks Entertainment (麦锐娱乐)          | D      | F                | Eliminada        | Eliminada        | Eliminada        | 29   | 61               | 79               | Eliminada        | Eliminada        | Eliminada        | Eliminada        | Eliminada        | Eliminada        | 2018    |          |
| Li Zixuan (李子璇)                    | OACA (觉醒东方)                             | B      | A                | A                | B                | B                | 12   | 10               | 9                | 10               | 13               | 13               | 23               | 17               | 12               | 2018    |          |
| Lin Junyi (林君怡)                    | OACA (觉醒东方)                             | A      | B                | Eliminada        | Eliminada        | Eliminada        | 46   | 56               | 71               | Eliminada        | Eliminada        | Eliminada        | Eliminada        | Eliminada        | Eliminada        | 2018    |          |
| Ni Qiuyun (倪秋云)                    | OACA (觉醒东方)                             | B      | C                | Eliminada        | Eliminada        | Eliminada        | 65   | 58               | 67               | Eliminada        | Eliminada        | Eliminada        | Eliminada        | Eliminada        | Eliminada        | 2018    |          |
| Zhu Tiantian (朱天天)                 | Super Jet Entertainment (捷特联合)          | B      | F                | C                | Eliminada        | Eliminada        | 90   | 88               | 35               | 45               | 40               | 38               | Eliminada        | Eliminada        | Eliminada        | 2018    |          |
| Liu Dexi (刘德熙)                     | Super Jet Entertainment (捷特联合)          | A → B  | C                | D                | Eliminada        | Eliminada        | 37   | 74               | 53               | 57               | 53               | 46               | Eliminada        | Eliminada        | Eliminada        | 2018    |          |
| Angela Hui (许靖韵)                   | Emperor Entertainment Group (英皇娱乐）     | A      | C                | D                | C                | B                | 32   | 36               | 54               | 23               | 28               | 31               | 20               | 22               | 19               | 2018    |          |
| Huayi Brothers (华谊兄弟)             | Qi Yandi (戚砚笛)                           | B      | C                | C                | B                | B                | 55   | 45               | 27               | 19               | 17               | 17               | 18               | 15               | 18               | 2018    |          |
| Wu Yun-ting (吴昀廷)                  | HIM International Music (Taiwán)            | D      | D                | Eliminada        | Eliminada        | Eliminada        | 94   | 95               | 95               | Eliminada        | Eliminada        | Eliminada        | Eliminada        | Eliminada        | Eliminada        | 2018    |          |
| Liu Yu-shan (刘宇珊)                  | HIM International Music (Taiwán)            | F      | D                | Eliminada        | Eliminada        | Eliminada        | 84   | 86               | 85               | Eliminada        | Eliminada        | Eliminada        | Eliminada        | Eliminada        | Eliminada        | 2018    |          |
| Lin Chia-an (林珈安)                  | C.Y Media                                   | C      | B                | Eliminada        | Eliminada        | Eliminada        | 62   | 62               | 72               | Eliminada        | Eliminada        | Eliminada        | Eliminada        | Eliminada        | Eliminada        | 2018    |          |
| Yang Chaoyue (杨超越)                 | Wenlan Culture (闻澜文化)                   | C      | F                | A                | A                | A                | 4    | 3                | 3                | 4                | 2                | 2                | 9                | 7                | 3                | 2018    |          |
| Yang Meiqi (杨美琪)                   | Wenlan Culture (闻澜文化)                   | F      | D                | Eliminada        | Eliminada        | Eliminada        | 54   | 55               | 69               | Eliminada        | Eliminada        | Eliminada        | Eliminada        | Eliminada        | Eliminada        | 2018    |          |
| Yang Meiling (杨美玲)                 | Wenlan Culture (闻澜文化)                   | D      | F                | Eliminada        | Eliminada        | Eliminada        | 75   | 84               | 87               | Eliminada        | Eliminada        | Eliminada        | Eliminada        | Eliminada        | Eliminada        | 2018    |          |
| Zhao Ling (赵羚)                      | Wenlan Culture (闻澜文化)                   | F      | Eliminada        | Eliminada        | Eliminada        | Eliminada        | 98   | Eliminada        | Eliminada        | Eliminada        | Eliminada        | Eliminada        | Eliminada        | Eliminada        | Eliminada        | 2018    |          |
| Wu Yingxiang (吴映香)                 | T-Trainee Culture                           | A      | B                | B                | C                | B                | 14   | 16               | 17               | 29               | 25               | 26               | 26               | 19               | 22               | 2018    |          |
| Zhang Xinlei (张鑫磊)                 | MOMO Limited                                | F      | F                | Eliminada        | Eliminada        | Eliminada        | 57   | 65               | 56               | Eliminada        | Eliminada        | Eliminada        | Eliminada        | Eliminada        | Eliminada        | 2018    |          |
| Zhang Chuhan (张楚寒)                 | Huakai Banxia Culture                       | F      | C                | D                | Eliminada        | Eliminada        | 31   | 57               | 48               | 52               | 56               | 55               | Eliminada        | Eliminada        | Eliminada        | 2018    |          |
| Jiang Yanxi (姜彦汐)                  | Huakai Banxia Culture                       | D      | D                | Eliminada        | Eliminada        | Eliminada        | 80   | 87               | 58               | Eliminada        | Eliminada        | Eliminada        | Eliminada        | Eliminada        | Eliminada        | 2018    |          |
| Zhang Xinjie (张新洁)                 | Huakai Banxia Culture                       | D      | F                | Eliminada        | Eliminada        | Eliminada        | 79   | 82               | 65               | Eliminada        | Eliminada        | Eliminada        | Eliminada        | Eliminada        | Eliminada        | 2018    |          |
| Wu Xiaoxuan (吴小萱)                  | Huakai Banxia Culture                       | F      | D                | Eliminada        | Eliminada        | Eliminada        | 88   | 51               | 61               | Eliminada        | Eliminada        | Eliminada        | Eliminada        | Eliminada        | Eliminada        | 2018    |          |
| Kimberley Chen (陈芳语)               | Universal Music Taiwan (sello discográfico) | A      | B                | A                | B                | Eliminada        | 7    | 13               | 8                | 17               | 21               | 19               | 24               | 26               | Eliminada        | 2018    |          |
| Zhang Yuwen (张瑜纹)                  | Rhonin Studio                               | B      | D                | Eliminada        | Eliminada        | Eliminada        | 99   | 98               | 97               | Eliminada        | Eliminada        | Eliminada        | Eliminada        | Eliminada        | Eliminada        | 2018    |          |
| Liu Jiaying (刘佳莹)                  | Rhonin Studio                               | D      | C                | Eliminada        | Eliminada        | Eliminada        | 87   | 92               | 94               | Eliminada        | Eliminada        | Eliminada        | Eliminada        | Eliminada        | Eliminada        | 2018    |          |
| Lu Xiaoyu (吕小雨)                    | Mango Entertainment                         | A      | A                | B                | B                | B                | 35   | 20               | 19               | 20               | 22               | 16               | 18               | 20               | Eliminada        | 2018    |          |
| Wang Juemeng (王珏萌)                 | Lajin Media                                 | C      | D                | Eliminada        | Eliminada        | Eliminada        | 100  | 99               | 99               | Eliminada        | Eliminada        | Eliminada        | Eliminada        | Eliminada        | Eliminada        | 2018    |          |
| Zhang Xinyue (张馨月)                 | Lajin Media                                 | B      | D                | Eliminada        | Eliminada        | Eliminada        | 36   | 47               | 64               | Eliminada        | Eliminada        | Eliminada        | Eliminada        | Eliminada        | Eliminada        | 2018    |          |
| Lai Meiyun (赖美云)                   | Qigu Culture                                | B      | B                | B                | B                | A                | 18   | 17               | 16               | 12               | 14               | 14               | 7                | 9                | 6                | 2018    |          |
| Jiang Shen (蒋申)                     | Qigu Culture                                | C      | C                | Salvada          | C                | Eliminada        | 56   | 46               | 59               | 38               | 26               | 25               | 22               | 23               | Eliminada        | 2018    |          |
| Xu Shiyin (许诗茵)                    | Qigu Culture                                | D      | F                | Eliminada        | Eliminada        | Eliminada        | 72   | 76               | 75               | Eliminada        | Eliminada        | Eliminada        | Eliminada        | Eliminada        | Eliminada        | 2018    |          |
| Sunnee (杨芸晴) (เกวลิน บุญศรัทธา)       | K-L Entertainment                           | A      | B                | A                | A                | A                | 6    | 7                | 7                | 8                | 7                | 8                | 11               | 11               | 8                | 2018    |          |
| Zhao Yaoke (赵尧珂)                   | K-L Entertainment                           | F      | D                | B                | B                | Eliminada        | 17   | 12               | 12               | 18               | 18               | 18               | 19               | 24               | Eliminada        | 2018    |          |
| Wang Qing (王晴)                      | K-L Entertainment                           | B      | C                | B                | Eliminada        | Eliminada        | 9    | 9                | 13               | 27               | 33               | 39               | Eliminada        | Eliminada        | Eliminada        | 2018    |          |
| Yu Meihong (于美红)                   | K-L Entertainment                           | C      | F                | C                | Eliminada        | Eliminada        | 25   | 28               | 30               | 30               | 39               | 41               | Eliminada        | Eliminada        | Eliminada        | 2018    |          |
| Lucia Chen (陈盈燕)                   | K-L Entertainment                           | C      | D                | Eliminada        | Eliminada        | Eliminada        | 34   | 44               | 57               | Eliminada        | Eliminada        | Eliminada        | Eliminada        | Eliminada        | Eliminada        | 2018    |          |
| Zheng Chengcheng (郑丞丞)             | K-L Entertainment                           | C      | F                | Dejó el programa | Dejó el programa | Dejó el programa | 93   | Dejó el programa | Dejó el programa | Dejó el programa | Dejó el programa | Dejó el programa | Dejó el programa | Dejó el programa | Dejó el programa | 2018    |          |
| Liu Nian (刘念)                       | AKB48 CHINA                                 | C      | F                | Salvada          | Eliminada        | Eliminada        | 61   | 48               | 63               | 47               | 41               | 42               | Eliminada        | Eliminada        | Eliminada        | 2018    |          |
| Mao Weijia (毛唯嘉)                   | AKB48 CHINA                                 | D      | D                | Eliminada        | Eliminada        | Eliminada        | 64   | 59               | 70               | Eliminada        | Eliminada        | Eliminada        | Eliminada        | Eliminada        | Eliminada        | 2018    |          |
| Fan Wei (范薇)                        | YY Media                                    | C      | C                | C                | C                | Eliminada        | 22   | 24               | 26               | 24               | 30               | 33               | 28               | 28               | Eliminada        | 2018    |          |
| Liu Sixian (刘思纤)                   | YY Media                                    | D      | D                | C                | Eliminada        | Eliminada        | 76   | 41               | 34               | 50               | 52               | 54               | Eliminada        | Eliminada        | Eliminada        | 2018    |          |
| Wu Qian (吴茜)                        | YY Media                                    | D      | C                | D                | Eliminada        | Eliminada        | 74   | 78               | 51               | 54               | 57               | 57               | Eliminada        | Eliminada        | Eliminada        | 2018    |          |
| Xiang Yuxing (向俞星)                 | YY Media                                    | C      | F                | D                | Eliminada        | Eliminada        | 30   | 64               | 46               | 56               | 58               | 56               | Eliminada        | Eliminada        | Eliminada        | 2018    |          |
| Chen Yifan (陈怡凡)                   | YY Media                                    | D      | D                | Eliminada        | Eliminada        | Eliminada        | 66   | 70               | 81               | Eliminada        | Eliminada        | Eliminada        | Eliminada        | Eliminada        | Eliminada        | 2018    |          |
| Chiao Man-ting (焦曼婷)               | Sanmei Entertainment                        | F      | D                | B                | B                | Eliminada        | 19   | 19               | 24               | 28               | 20               | 22               | 33               | 35               | Eliminada        | 2018    |          |
| Ren Zhen (任真)                       | Zhiyi Media                                 | D      | D                | Eliminada        | Eliminada        | Eliminada        | 73   | 63               | 66               | Eliminada        | Eliminada        | Eliminada        | Eliminada        | Eliminada        | Eliminada        | 2018    |          |
| Hu Yueer (胡悦儿)                     | Zhiyi Media                                 | D      | D                | Eliminada        | Eliminada        | Eliminada        | 67   | 68               | 78               | Eliminada        | Eliminada        | Eliminada        | Eliminada        | Eliminada        | Eliminada        | 2018    |          |
| Ju Lin (菊麟)                         | Dream Entertainment                         | D      | F                | D                | Eliminada        | Eliminada        | 71   | 81               | 50               | 42               | 45               | 45               | Eliminada        | Eliminada        | Eliminada        | 2018    |          |
| Shao Xia (邵夏)                       | Dream Entertainment                         | F      | C                | Eliminada        | Eliminada        | Eliminada        | 92   | 80               | 73               | Eliminada        | Eliminada        | Eliminada        | Eliminada        | Eliminada        | Eliminada        | 2018    |          |
| Yang Han (杨晗)                       | Checkmate Entertainment                     | C      | B                | Eliminada        | Eliminada        | Eliminada        | 89   | 93               | 93               | Eliminada        | Eliminada        | Eliminada        | Eliminada        | Eliminada        | Eliminada        | 2018    |          |
| Li Tianyun (李天韻)                   | Checkmate Entertainment                     | D      | D                | Eliminada        | Eliminada        | Eliminada        | 43   | 67               | 80               | Eliminada        | Eliminada        | Eliminada        | Eliminada        | Eliminada        | Eliminada        | 2018    |          |
| Yang Bing (杨冰)                      | Z-Cherry Culture                            | D      | F                | D                | Eliminada        | Eliminada        | 26   | 54               | 55               | 49               | 48               | 49               | Eliminada        | Eliminada        | Eliminada        | 2018    |          |
| Chen Yuyan (陈语嫣)                   | Z-Cherry Culture                            | C      | B                | Eliminada        | Eliminada        | Eliminada        | 41   | 71               | 82               | Eliminada        | Eliminada        | Eliminada        | Eliminada        | Eliminada        | Eliminada        | 2018    |          |
| Xia Shijie (夏诗洁)                   | Z-Cherry Culture                            | F      | C                | Eliminada        | Eliminada        | Eliminada        | 48   | 75               | 84               | Eliminada        | Eliminada        | Eliminada        | Eliminada        | Eliminada        | Eliminada        | 2018    |          |
| Wang Ting (王婷)                      | Poodoo Entertainment                        | F      | B                | D                | C                | Eliminada        | 50   | 52               | 45               | 31               | 43               | 34               | 32               | 31               | Eliminada        | 2018    |          |
| Gou Xueying (勾雪莹)                  | Poodoo Entertainment                        | D      | D                | D                | Eliminada        | Eliminada        | 69   | 66               | 47               | 40               | 47               | 48               | Eliminada        | Eliminada        | Eliminada        | 2018    |          |
| Duan Aojuan (段奥娟)                  | Long WuTian Culture                         | B      | C                | A                | A                | A                | 3    | 4                | 6                | 6                | 8                | 5                | 4                | 5                | 4                | 2018    |          |
| Gao Qiuzi (高秋梓)                    | Zimei Tao Culture                           | D      | D                | B                | A                | A                | 21   | 18               | 20               | 13               | 11               | 11               | 8                | 10               | 16               | 2018    |          |
| Xu Mengjie (徐梦洁)                   | Zimei Tao Culture                           | C      | C                | B                | B                | B                | 13   | 15               | 15               | 16               | 16               | 16               | 15               | 16               | 11               | 2018    |          |
| Han Dan (韩丹)                        | Zimei Tao Culture                           | D      | D                | Eliminada        | Eliminada        | Eliminada        | 91   | 89               | 89               | Eliminada        | Eliminada        | Eliminada        | Eliminada        | Eliminada        | Eliminada        | 2018    |          |
| Liu Renyu (刘人语)                    | ETM Academy                                 | A      | A                | B                | B                | B                | 24   | 22               | 22               | 14               | 15               | 15               | 14               | 13               | 13               | 2018    |          |
| Luo Yijia (罗奕佳)                    | ETM Academy                                 | B      | B                | B                | C                | Eliminada        | 44   | 27               | 23               | 36               | 31               | 32               | 36               | 36               | Eliminada        | 2018    |          |
| Su Ruiqi (苏芮琪)                     | ETM Academy                                 | C      | B                | C                | C                | Eliminada        | 78   | 29               | 28               | 39               | 29               | 29               | 21               | 25               | Eliminada        | 2018    |          |
| Ma Xingyu (马兴钰)                    | ETM Academy                                 | D      | F                | B                | Eliminada        | Eliminada        | 28   | 25               | 25               | 58               | 55               | 53               | Eliminada        | Eliminada        | Eliminada        | 2018    |          |
| Zhang Jingxuan (张静萱)               | ETM Academy                                 | D      | F                | Eliminada        | Eliminada        | Eliminada        | 95   | 53               | 62               | Eliminada        | Eliminada        | Eliminada        | Eliminada        | Eliminada        | Eliminada        | 2018    |          |
| Wang Yalin (王雅凛)                   | ETM Academy                                 | C      | D                | Eliminada        | Eliminada        | Eliminada        | 85   | 73               | 77               | Eliminada        | Eliminada        | Eliminada        | Eliminada        | Eliminada        | Eliminada        | 2018    |          |
| Yan Kexin (颜可欣)                    | ETM Academy                                 | C      | D                | Eliminada        | Eliminada        | Eliminada        | 97   | 98               | 98               | Eliminada        | Eliminada        | Eliminada        | Eliminada        | Eliminada        | Eliminada        | 2018    |          |
| Zhou Xue (周雪)                       | Rongyi Culture                              | F      | C                | Eliminada        | Eliminada        | Eliminada        | 53   | 49               | 60               | Eliminada        | Eliminada        | Eliminada        | Eliminada        | Eliminada        | Eliminada        | 2018    |          |
| Lu Xiaocao (鹿小草)                   | Ivy Culture                                 | D      | F                | C                | C                | Eliminada        | 27   | 32               | 36               | 21               | 23               | 28               | 30               | 32               | Eliminada        | 2018    |          |
| Yamy (郭颖)                           | JC Universe Entertainment                   | A      | A                | A                | A                | A                | 1    | 2                | 2                | 3                | 4                | 4                | 6                | 4                | 5                | 2018    |          |
| Wei Jin (魏瑾)                        | JC Universe Entertainment                   | A → B  | B                | C                | C                | Eliminada        | 39   | 30               | 32               | 32               | 32               | 27               | 31               | 30               | Eliminada        | 2018    |          |
| Luo Yitian (罗怡恬)                   | JC Universe Entertainment                   | C      | C                | C                | C                | Eliminada        | 60   | 38               | 37               | 33               | 27               | 30               | 35               | 34               | Eliminada        | 2018    |          |
| Du Jinyu (杜金雨)                     | JC Universe Entertainment                   | C      | C                | D                | Eliminada        | Eliminada        | 59   | 37               | 44               | 46               | 38               | 37               | Eliminada        | Eliminada        | Eliminada        | 2018    |          |
| Chou Chou (丑丑)                      | JC Universe Entertainment                   | A → B  | B                | D                | Eliminada        | Eliminada        | 58   | 42               | 43               | 37               | 44               | 44               | Eliminada        | Eliminada        | Eliminada        | 2018    |          |
| Luo Zhiyi (罗智仪)                    | JC Universe Entertainment                   | B      | B                | D                | Eliminada        | Eliminada        | 70   | 39               | 41               | 44               | 49               | 50               | Eliminada        | Eliminada        | Eliminada        | 2018    |          |
| Qiu Luqing (邱路晴)                   | Huanri Shiji Culture                        | D      | F                | Eliminada        | Eliminada        | Eliminada        | 101  | 100              | 100              | Eliminada        | Eliminada        | Eliminada        | Eliminada        | Eliminada        | Eliminada        | 2018    |          |
| Yin Rouyi (尹柔懿)                    | Huanri Shiji Culture                        | D      | F                | Eliminada        | Eliminada        | Eliminada        | 86   | 90               | 91               | Eliminada        | Eliminada        | Eliminada        | Eliminada        | Eliminada        | Eliminada        | 2018    |          |
| Zhu Jiaxi (朱佳希) (JC)               | Huanri Shiji Culture                        | D      | D                | Eliminada        | Eliminada        | Eliminada        | 49   | 77               | 86               | Eliminada        | Eliminada        | Eliminada        | Eliminada        | Eliminada        | Eliminada        | 2018    |          |
| Li Ziting (李紫婷) (พร้อมวิไล หลี่ศิริโรจน์) | Huaying Yixing                              | A → B  | A                | A                | A                | A                | 11   | 11               | 11               | 11               | 6                | 6                | 5                | 6                | 9                | 2018    |          |
| Wang Mohan (王莫涵)                   | DongLun Media                               | D      | C                | D                | B                | Eliminada        | 33   | 35               | 49               | 25               | 19               | 21               | 29               | 29               | Eliminada        | 2018    |          |
| Chen Yihan (陈意涵)                   | JOY Entertainment                           | C      | F                | C                | C                | B                | 20   | 26               | 31               | 35               | 37               | 35               | 25               | 21               | 14               | 2018    |          |
| Yin Rui (尹蕊)                        | JXJY Culture                                | F      | C                | C                | Eliminada        | Eliminada        | 45   | 50               | 39               | 53               | 54               | 58               | Eliminada        | Eliminada        | Eliminada        | 2018    |          |
| Wang Ju (王菊)                        | Individual Trainee                          | C      | C                | Salvada          | B                | A                | N/A  | 94               | 90               | 55               | 36               | 23               | 2                | 2                | 15               | 2018    |          |
| Ge Jiahui (葛佳慧)                    | Individual Trainee                          | D      | C                | B                | Eliminada        | Eliminada        | 10   | 14               | 14               | 34               | 42               | 43               | Eliminada        | Eliminada        | Eliminada        | 2018    |          |
| Luo Tianshu (罗天舒)                  | Individual Trainee                          | C      | C                | Eliminada        | Eliminada        | Eliminada        | 82   | 91               | 92               | Eliminada        | Eliminada        | Eliminada        | Eliminada        | Eliminada        | Eliminada        | 2018    |          |
| Liu DanMeng (刘丹萌)                  | ReDu Music                                  | A → B  | B                | C                | C                | Eliminada        | 38   | 34               | 38               | 43               | 34               | 36               | 34               | 33               | Eliminada        | 2018    |          |
| Gao Yingxi (高颖浠)                   | SDT Entertainment                           | C      | A                | C                | B                | B                | N/A  | 31               | 29               | 15               | 12               | 12               | 13               | 14               | 17               | 2018    |          |
| Wu Qianying (吴芊盈)                  | SDT Entertainment                           | B      | A                | C                | C                | Eliminada        | N/A  | 33               | 33               | 22               | 24               | 24               | 27               | 27               | Eliminada        | 2018    |          |
| Re Yina (热依娜)                      | Esee Model Management                       | A      | F                | B                | Eliminada        | Eliminada        | N/A  | 21               | 21               | 26               | 35               | 40               | Eliminada        | Eliminada        | Eliminada        | 2018    |          |
| Cindy                                 | RealShow Entertainment                      | F      | Eliminada        | Eliminada        | Eliminada        | Eliminada        | 15   | Eliminada        | Eliminada        | Eliminada        | Eliminada        | Eliminada        | Eliminada        | Eliminada        | Eliminada        | 2018    |          |
| Dora                                  | RealShow Entertainment                      | F      | Eliminada        | Eliminada        | Eliminada        | Eliminada        | 68   | Eliminada        | Eliminada        | Eliminada        | Eliminada        | Eliminada        | Eliminada        | Eliminada        | Eliminada        | 2018    |          |
| Abby                                  | RealShow Entertainment                      | F      | Dejó el programa | Dejó el programa | Dejó el programa | Dejó el programa | 23   | Dejó el programa | Dejó el programa | Dejó el programa | Dejó el programa | Dejó el programa | Dejó el programa | Dejó el programa | Dejó el programa | 2018    |          |

## Episodios
La primera temporada del programa fue emitida del 21 de abril del 2018 hasta el 23 de junio del mismo año y estuvo compuesto por 10 episodios, los cuales fueron transmitidos todos los sábados a las 8:00pm.
- Durante el primer episodio se presentó el concepto del programa, también fue la presentación de cada una de las participantes según su compañía y se realizó la clasificación individual de cada una de ellas por nivel. Sólo 11 trainees fueron enviadas al nivel A (si los jueces deciden que más chicas merecen entrar al mismo nivel, la joven con el nivel A deberá elegir a otra miembro a la que ya se le haya asignado este nivel y realizar un duelo de talentos).
- Durante el episodio 2, cuatro nuevas participantes entraron a la competencia; Re Yi Na, Wang Ju, Gao Ying Xi y Wu Qian Ying, elevando el número de participantes totales a 105. Posteriormente se redujo el número de participantes a 100, ya que 2 trainees se retiraron por diferentes motivos y 3 con el nivel más bajo (F) fueron eliminadas por la llegada de nuevas participantes.
- En el tercer episodio se realizó la primera competencia grupal, todas las aprendices se dividieron en 16 grupos y compitieron en parejas (1 grupo vs. otro grupo). Los equipos actuaron frente al público, quienes votaron por su presentación favorita.
- Durante el 4.º episodio se realizó una are-clasificación: los rangos del 1 al 11 conformaron el grupo A, del 12 al 25 el grupo B, del 26 al 40 el grupo C, del 41 al 55 el grupo D y las participantes del 56 al 100 fueron eliminadas (44 participantes eliminadas). Los ocho equipos ganadores de la competencia grupal tuvieron la oportunidad de elegir a una participante que no tenía los votos suficientes para seguir en la competencia para que pudiera regresar.
- Durante el quinto episodio se realizaron la agrupación, selección de canciones, creación y ensayo antes de la segunda presentación.
- En el 6to. episodio se realizaron la segunda competencia por grupos y las segundas eliminaciones.
- Durante el séptimo episodio continuaron las competencias grupales, y las jóvenes realizaron misiones con sus compañeras de cuarto.
- En el 9.º episodio se realizaron las terceras eliminaciones, quedando sólo 22 participantes que pelearon por los primeros 11 puestos para conformar el grupo proyecto.
- Finalmente en el décimo episodio se dio a conocer a las 11 ganadoras del programa que conformaron la alineación del grupo proyecto "Rocket Girls".

La segunda temporada del programa fue estrenada en el 2019.

## Música
Durante la primera temporada la canción de entrada fue "创造101".

## Producción
El tema musical fue compuesto por el artista musical Tiger Hu y Nick Pyo.
El programa se localizó en Hangzhou, China y las filmaciones comenzaron el 21 de marzo del 2018. La cadena Mnet obtivo los derechos de Tencent en noviembre del 2017.
El programa fue producido conjuntamente por "7-D Vision" y "Tencent Penguin Pictures" para Tencent Video, bajo licencia del propietario de Mnet "CJ E&M".
Es distribuida y emitida por Tencent Video.